# تاريخ المسيحية في أيرلندا

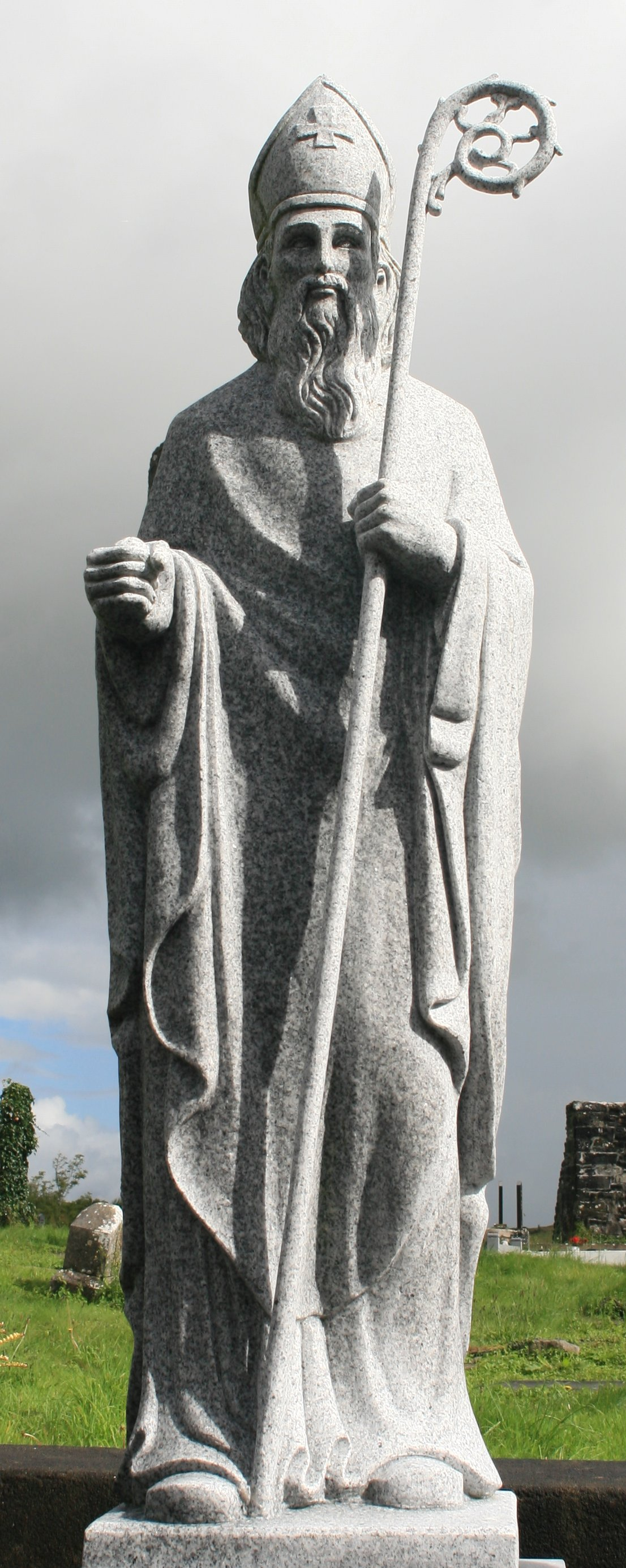
تمثال القديس باتريك في مقاطعة مايو

هذه المقالة عن تاريخ المسيحية في أيرلندا. أيرلندا جزيرة إلى شمال غرب أوروبا القارية. تنقسم أيرلندا سياسيًّا إلى جمهورية أيرلندا، وتغطي مساحتها خمسة أسداس الجزيرة، وأيرلندا الشمالية، وهي جزء من المملكة المتحدة، تغطي السدس الباقي وتقع شماليّ شرقيّ الجزيرة. أكبر الطوائف المسيحية في أيرلندا: الكاثوليكية الرومية، ونسبة أصحابها في الجزيرة أكثر من 73%، وفي جمهورية أيرلندا نحو 87%.

## دخول المسيحية
كان أول أمر المسيحية في أيرلندا في وقتٍ قبل القرن الخامس الميلادي، والظنّ أنه كان بسبب اتصالها مع بريطانيا الرومانية. بلغ الدين المسيحي أيرلندا الوثنية نحو عام 400 بعد الميلاد. ولطالما شاعت الفكرة المغلوطة التي تقضي بأن القديس باتريك جاء بالإيمان معه إلى أيرلندا، لكن الحقيقة أن المسيحية كانت موجودة تنتظر القديس باتريك قبل وصوله. بُنِيت الأديرة للرهبان الذين يريدون الاتصال الدائم بالله. وكانت المُدَد الطويلة التي يسكنها الرهبان في دير صخرة ميكال واضحةً. أما أيدان اللندسفارني، فهو الذي نشر المسيحية بين البيكتيين والنورثمبريين.
لطالما اعتبر العلماء مصطلح الكنيسة الكلتية غير مناسب لوصف المسيحية المنتشرة بين الشعوب الناطقة بالكلتية، إذ إن هذا المصطلح يوحي بوحدة بين هذه الشعوب، أو هوية ذاتية، وكلاهما غير موجود. والأمر كما قال باتريك وورمالد: «من المفاهيم المغلوطة الشائعة بين الناس وجودُ كنيسة رومانية تعارضها كنيسة كلتية». كان المناطق الناطقة بالكلتية جزءًا من المجتمع المسيحي اللاتيني كلها، وكان فيها اختلاف واضح في الطقوس وفي تنظيم الكنيسة، لكن تقديس البابا الذي في روما كان عنصرًا جامعًا ولم يكن ضعيفًا في بريطانيا ولا أيرلندا. اخترا بعض العلماء مصطلحًا آخر هو «المسيحية الجزريّة»، للدلالة على الطريقة المسيحية التي نشأت حول بحر أيرلندا.

## بالاديوس وباتريك
يذكر بروسبر الآكيتيني أن بالاديوس كان من عائلة نبيلة في بلاد الغال. عام 429، كان شمّاسًا في روما. كلّفه البابا بمراسلة جرمانوس، أسقف أوكسار، ليحقق في انتشار البيلاجيانية في بريطانية. عام 431، رسّم البابا سلستين الأول بالاديوس أسقفًا وأرسله ليكون قسًّا للأسكتلنديين المؤمنين بالمسيح. ويبدو أن مهمته كانت متركزة على المسيحيين الأيرلنديين في شرقي المناطق الوسطى ولنستر وربما شمال مونستر. ولا نعلم على وجه اليقين إن كان بالاديوس نصّر على يديه أي أيرلندي. ولكن القليل المعروف عن بعثته أنها كانت ماجحة، ولو أن أصحاب باتريك بعد ذلك حطّوا من شأنها.
لا يعرَف على وجه اليقين زمن القديس باتريك. كل ما يمكن قوله أنه عاش في فترة من القرن الخامس، وكان أسقفًا مبشّرًا لا قسًّا للمسيحيين. ويبدو أن مناطقه كانت في أولستر وشمال كوناكت، ولكن لا يمكن القطع إلا بشيء قليل عنه. فالتراث المكتوب في القرن السابع وبعده غير موثوق عند الكلام عنه.

## الكهنوت المحلي
نشأت المؤسسات الديرية في القرن السادس، منها كلونارد الذي أسسه القديس فينيان، وكلونفرت الذي أسسه القديس برندان، وبانغور الذي أسسه القديس كونغال، وكلونماكنواز الذي أسسه القديس كيران، وكيليني الذي أسس القديس إندا، وفي القرن السابع دير ليزمور الذي أسسه القديس كارثاج ودير غلينالوف الذي أسسه القديس كيفن.
عام 563، رافق القديس كولومبا، وهو من أهل دونيجال، نفرًا من أصحابه وعبروا البحر إلى كالدونيا وأسسوا ديرًا على جزيرة إيونا البعيدة.

## الأديرة الأيرلندية
ازدهر الدير الذي أسسه كولومبا برئيسه، ومنه انطلق تبشير الأسكتلنديين الدالرياديين في الجنوب والبيكتيين خلف إقليم غرامبيان. عندما مات كولومبيا عام 597، كانت المسيحية قد وصلت إلى كل منطقة من مناطق كاليدونيا، وإلى كل جزيرة من جزائر الساحل الغربي. في القرن التالي، ازدهرت إيونا حتى كتب رئيس ديرها كتابه اللاتيني العظيم «حياة القديس كولومبا». وانطلق أيدان الأيرلندي بعد ذلك مع أصحابه من إيونا لتبشير نورثمبريا ومرسيا وإسكس.

## التبشير خارج أيرلندا
انتشر المبشرون من أيرلندا في إنكلترا وأوروبا القارية ونشروا أخبار ازدهار التعليم، وصار العلماء من الأمم الأخرى يتتلمذون عندهم في أديرتهم. كان تميز هذه الأديرة وانعزالها ممّا حفظ التعليم اللاتيني في العصور الوسطى المبكرة. ازدهرت فترة الفن الجزري، لا سيما في مجالات المخطوطات المتنورة وصناعة المعادن والنحت وخلّفت كنوزًا منها كتاب كيلز وكأس أرداغ والصلبان الصخرية المنحوتة التي تميز الجزيرة.
كانت هذه الأديرة معابد لكثير من كبار لاهوتيي القارة وعلمائها العظام. وفيها حُفظت شعلة التعليم اللاتيني للأجيال اللاحقة. وفي هذه الفترة أنشِئ كثير من المخطوطات المتنورة في أيرلندا. ومن أهمها -على اختلاف- كتاب كيلز الذي لم يزل معروضًا في كلية ترينيتي في دبلن.
أول تجديد للتعليم في الغرب جاء مع النهضة الكارولنجية في العصور الوسطى المبكرة. جذب تشامرلان بعد نصيحة بيتر البيسي وألكوين اليوركي، علماء إنكلترا وأيرلندا، ثم أسس عام 787 بعد الميلاد مدارس في كل كنيسة في إمبراطوريته. هذه المدارس، التي جاء منها اسم المدرسية (الأسكولاتية)، أصبحت مراكز التعليم القروسطي. خلال هذه الفترة المدرسية، اختفت معرفة اللغة الإغريقية إلا من أيرلندا، حيث كانت لم تزل تُعَلَّم في المدارس الديرية.
كان للعلماء الأيرلنديين حضورٌ واضحٌ في البلاط الفرنجي، حيثُ كُرّموا من أجل تعليمهم العالي. وكان منهم يوحنس سكوتس إريوجينا، وهو من مؤسسي المدرسية. كان إريوجينا واحدًا من أهم مثقفي أيرلندا في الفترة الديرية المبكرة، وكان فيلسوفًا بارزًا من حيث أصالته. وكان على ألفة باللغة الإغريقية، وترجم عدة أعمال إلى اللاتينية، وقرأ في أعمال الآباء الكبادوكيين والتراث اللاهوتي الإغريقي.

## وصول الفايكنج
في القرنين التاسع والعاشر، نهبت جيوش من محاربي الشمال الريف. كانت الأديرة أهداف هؤلاء المحاربين لما فيها من كنوز من الحلي الديني الذهبي.
عندما أشرف القرن الثامن على نهايته، لم يزل الدين والتعليم مزدهرًا، لكن أخطارًا غير متوقعة وعدوًّا جديدًا ظهر، هرب من اعتداءاته الكاهن والمبشر والقديس والعالم. كان هؤلاء الغزاة هم الدنماركيون القادمون من سواحل إسكندنافيا. كانوا أعداءً خطيرين على الأرض والبحر، إذ كانوا وثنيين وقراصنة.
هاجموا الأديرة والكنائس في أيرلندا وغيرها، وحطموا المذابح ونهبوا الجرار الذهبية والفضية، وقتلوا الكهنة الذين أظهروا غضبهم من الاعتداءات هذه. دمّر الزعماء المسيحيون والأهليون الكنائس، ووهبوا الأراضي الكنسية للناس العاديين، وخلت المدارس الديرية من روادها، وحكم حكام علمانيون في أرماغ وغيرها. رُسّم أساقفة من غير أبرشيات، وأُعطيوا مناصب مقابل المال، وانتشرت الفوضى في إدارة الكنيسة وانتشر الفساد في كل مكان.
بسلسلة من المجامع أولها مجمع راث برياسيل (1118) ومنها مجمع كيلز (1152) الذي ترأسه مندوب البابا، مُرّرت قوانين إصلاحية جديدة، وأسست لأول مرة حكومة أساقفة أبرشية. وفي هذه الأثناء، كان القديس مالاكي مطران أرماغ قد أنجز إصلاحات كثير في أبرشيته وغيرها. وكان موته المبكر عام 1148 دفعة شديدة لإصلاح الكنيسة. أصلح المطران مالاكي شرورًا لم يكن غيره يستطيع إصلاحها في حياة واحدة، ومع هذا فقد استُهزئ بجهوده وجهود غيره وقرارات المجامع، وأُهملت الحدود التي وضعوها.